# Acocarinus bipunctata
Acocarinus bipunctata är en insektsart som beskrevs av Alexander Fyodorovich Emeljanov 1991. Acocarinus bipunctata ingår i släktet Acocarinus och familjen vedstritar. Inga underarter finns listade i Catalogue of Life.